# Monetarna ekonomija
Monetarna ekonomija je veja ekonomije, ki preučuje različne teorije denarja: zagotavlja ogrodje za analiziranje denarja] in obravnava njegove funkcije (npr. menjalno sredstvo, hranilec vrednosti in obračunska enota) ter preučuje, kako je lahko denar sprejet samo na podlagi njegove uporabnosti kot javna dobrina. Ta veda je zgodovinsko naznanjala in ostala integralno povezana z makroekonomijo. Ta veja tudi preučuje učinke monetarnih sistemov in vključuje regulacijo denarja in povezane finančne institucije ter mednarodne vidike.
Moderna analiza je poskušala zagotoviti mikrotemelje za povpraševanje po denarju in ločevanje nominalnega in realnega odnosa z denarjem za mikro in makro uporabo, vključno z njihovim vplivom na agregatno povpraševanje po outputu. Njene metode vključujejo izvajanje in preizkušanje implikacij za denar kot substitut za druga sredstva in temelji na eksplicitnih trenjih.